# Zákonodárné sbory Československa
Článek Zákonodárné sbory Československa uvádí historický přehled zákonodárných sborů, které byly ustaveny a působily v Československu od jeho vzniku v roce 1918 až do roku 1992, a příslušná legislativní opatření potřebná k jejich vytvoření.

## 28. říjen 1918 – vznik Československa
Prvním zákonodárným sborem československého státu byl Národní výbor. Složení odpovídalo výsledkům voleb do říšské rady v roce 1911. Podle čl. 1 zákona č. 11/1918 Sb. z. a n. vykonával zákonodárnou moc (výkonnou moc vykonávalo jeho předsednictvo).

## Prozatímní ústava
Přijetím zákona č. 37/1918 Sb. o Prozatímní ústavě bylo vytvořeno Národní shromáždění, jež podle § 4 Prozatímní ústavy vykonávalo zákonodárnou moc. Vzniklo rozšířením Národního výboru na 256 členů podle stejného klíče, jak vznikl Národní výbor. Funkční období bylo omezeno do doby, kdy se sejde a ustaví parlament vzešlý z voleb.

## Ústavní listina (1920)
Ústavní listina Československé republiky vytvářela dvoukomorový parlament. Tento sbor se nazýval Národní shromáždění republiky Československé a skládal se z poslanecké sněmovny a senátu. Poslanecká sněmovna měla 300 členů volených na 6 let. Aktivní volební právo měli občané od 21 let, pasivní od 30 let. Senát měl 150 členů volených na 8 let. Aktivní volební právo měli občané od 26 let, pasivní od 45 let. Volební systém byl u obou komor poměrný, volební obvody byly vícemandátové. Volební zákon stanovil volební povinnost a volební právo odebral vojákům a policistům.
Volební období:
- od roku 1920 do roku 1925
- od roku 1925 do roku 1929
- od roku 1929 do roku 1935
- od roku 1935 do roku 1938

### Ústavní změny v roce 1938
Ústavními zákony o autonomii Slovenské krajiny a o autonomii Podkarpatské Rusi byly formálně vytvořeny Sněm Slovenské krajiny a Sněm Podkarpatské Rusi.

### Ústavní změny v letech 1945 a 1946
Ústavním dekretem prezidenta republiky bylo vytvořeno Prozatímní národní shromáždění.
Volební období:
- od roku 1945 do roku 1946

Ve volbách v roce 1946 bylo zvoleno podle ústavního zákona o Ústavodárném Národním shromáždění Ústavodárné národní shromáždění, jež mělo vypracovat novou Ústavu. Mělo 300 členů zvolených na 2 roky. Volební systém byl poměrný, volební obvody byly vícemandátové. Volební zákon stanovil volební povinnost. Oprávnění kandidovat měly pouze politické strany, které byly součástí Národní fronty.
Volební období:
- od roku 1946 do roku 1948

## Ústava 9. května
Jednokomorový parlament Národní shromáždění republiky Československé měl 300 členů volených na 6 let. Změnou volebního zákona v roce 1954 byl zaveden většinový systém.V jednomandátových volebních obvodech byl vždy jeden kandidát Národní fronty.
Volební období:
- od roku 1948 do roku 1954
- od roku 1954 do roku 1960

## Ústava československé socialistické republiky (1960)
Jednokomorový parlament Národní shromáždění Československé socialistické republiky.
Volební období:
- od roku 1960 do roku 1964
- od roku 1964 do roku 1968

## Ústavní zákon o československé federaci (1968)
Ústavním zákonem o československé federaci bylo zřízeno dvoukomorové Federální shromáždění Československé socialistické republiky, skládalo se ze Sněmovny lidu a Sněmovny národů. Sněmovna lidu měla 200 členů volených na 4 roky. Sněmovna národů měla 150 členů, z nichž 75 bylo voleno v České socialistické republice a 75 ve Slovenské socialistické republice. Volební období končilo současně se Sněmovnou lidu. Volební systém byl u obou komor poměrný.
Volební období:
- od roku 1969 do roku 1971
- od roku 1971 do roku 1976
- od roku 1976 do roku 1981
- od roku 1981 do roku 1986
- od roku 1986 do roku 1990 (v lednu až březnu 1990 sněmovny byly obměněny kooptacemi)
- od roku 1990 do roku 1992